# Либерализам у Црној Гори
Након распада комунистичког система СФР Југославије и успостављања вишепартијског система у Црној Гори се формирају прве политичке партије различитих идеолошких профила. Први пут у Црној Гори формирају се и либералне странке које ће окупити либералне политичке и интелектуалне фракције које су и раније постојале у комунистичком режиму.

## Историјат
- 1990: 26. јануара основан је Либерални савез Црне Горе од стране групе црногорских проиндипендентистички оријентисаних интелектуалаца које је предводио Славко Перовић. ЛСЦГ је почетком деведеситих била једина странка у Црној Гори која се отворено залагала за независност и противила црногорском гранатирању Дубровника и учешћу црногорских војника у ратовима на простору бивше СФРЈ.
- 2002: Након сукоба са руководством Либералног савеза, група чланова предвођена предсједником Младих ЛСЦГ Крстом Павићевићем оснива Грађанску партију Црне Горе која је била ванпарламентарна и угашена је 2010. године.
- 2004: 31. октобра[2], Политички лидер Либералног савеза Миодраг Живковић са групом бивших чланова оснива Либералну партију Црне Горе која ће бити дио Покрета за независност Црне Горе који је однио побједу на Референдуму 2006. године.
- 2005: Либерални савез Црне Горе је распуштен а чланови партије прикључили су се Либералној партији која је данас једина либерална политичка опција у Црној Гори, међународно призната чланица Либералне интернационале и чланица владајуће коалиције.

## Економија
Неолиберална економија у Црној Гори је прихваћена од стране професора Веселина Вукотића ректора и једног од оснивача подгоричког Универзитета доња Горица- УДГ. Вукотић је препознат као јавни заговарач и један од најактивнијих заступника концепта неолибералне економије.
Политичке партије либералне профилације у Црној Гори углавном прихватају економски концепт социјалног либерализма али врло често и Лесе фер концепт минималног мијешанја државе у економске токове.

## Студенти
Студенстка слободарска организација "Студенти за слободу" службено делује у Црној Гори од новембра 2015. године. Студенти за слободу су међународна, америчка и европска непрофитна организација, формирана 2008. године у Вашингтону, чија је мисија "да обезбеди јединствену, студенстку платформу за подршку студентима и студентским организацијама посвећеним слободи". 
Студенти за слободу Црне Горе промовишу идеје слободног појединца, слободног друштва, слободног тржишта и либералне економије. 